# Онјес (Болцано)
Онјес је насеље у Италији у округу Болцано, региону Трентино-Јужни Тирол.
Према процени из 2011. у насељу је живело 105 становника. Насеље се налази на надморској висини од 1141 м.